# Fichtenau
Fichtenau è un comune tedesco di 4 595 abitanti,, situato nel land del Baden-Württemberg.